# 유럽사시나무

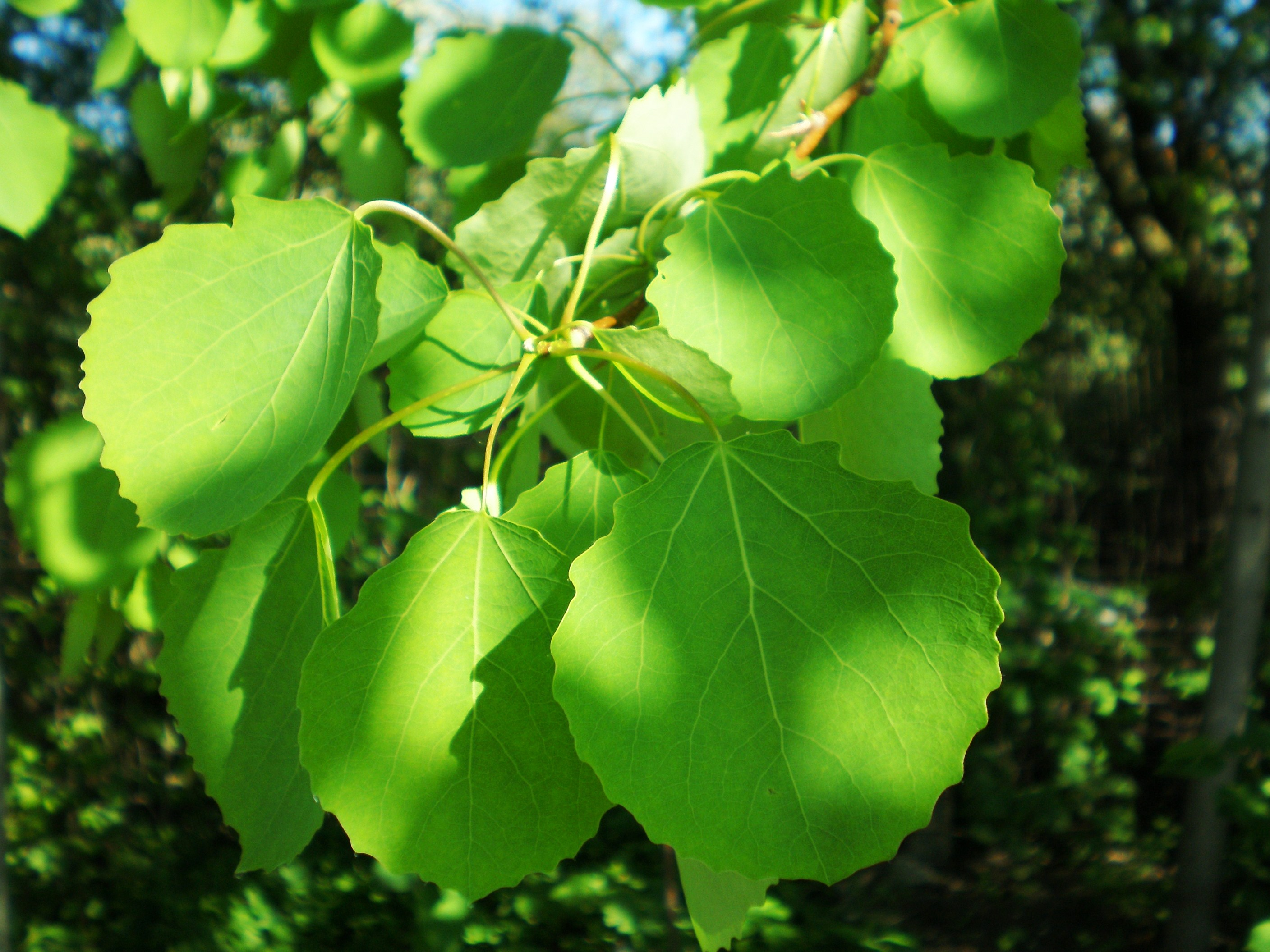
포풀루스 트레물라

유럽사시나무(Populus tremula, common aspen, Eurasian aspen, European aspen, quaking aspen)는 유럽과 아시아의 냉량 기후 지역에 자생하는 사시나무속에 속하는 종으로, 아이슬란드, 영국제도에서부터 동쪽으로는 캄차카, 북쪽으로는 스칸디나비아, 북부 러시아의 북극권 안쪽, 남쪽으로는 스페인 중부, 터키, 톈샨, 조선민주주의인민공화국, 일본 북부에 걸쳐있다. 알제리의 북서 아프리카의 한 지역에서도 발생한다. 남쪽 지역의 경우 산지의 높은 고도에서 발생한다.

## 참고 문헌
- Kuusinen, Mikko. "Epiphytic lichen flora and diversity on Populus tremula in old-growth and managed forests of southern and middle boreal Finland", Annales Botanici Fennici. Vol. 31. No. 4. 1994.